# Ranunculus olgae
Ranunculus olgae är en ranunkelväxtart som beskrevs av Sóo. Ranunculus olgae ingår i släktet ranunkler, och familjen ranunkelväxter. Inga underarter finns listade i Catalogue of Life.